# Développement de Windows 7
 (juillet 2025).
Le développement de Windows 7 a commencé en mai 2007 et s'est terminé en juillet 2009. Windows 7 est sortie le 22 octobre 2009

## Résumé
À l'origine, Windows 7 était connu sous le nom de code Blackcomb. Cependant, Microsoft avait trouvé que Blackcomb allait une version avec trop de changement par rapport à Windows XP. C'est pourquoi, Microsoft avait décidé de créer une version nommée Longhorn. Microsoft développa Longhorn et celui-ci sortie en janvier 2007 avec Vista comme nom final.
Après la sortie de Longhorn, Microsoft reprend le développement de Blackcomb, qui fut renommé Vienna. Il fut développé et achevé en juillet 2009. Microsoft sort finalement Windows 7 le 22 octobre 2009.

## Pre-Milestone 1
Build 6429 (construit le 15 mai 2007), fut présentée par Microsoft dans 2 vidéos. Toutefois, cette build n'a jamais fui sur Internet.
Build 6469 (construit le 3 octobre 2007) est la build la plus ancienne de Windows 7 à avoir fuité. Dans cette build, un prototype de la Superbar a été inclus. Le logo de démarrage en cas de désactivation du GUI a également été modifiée. Le Menu Démarrer classique a également été supprimée dans cette version.

## Milestone 1
Build 6519 (construit le 21 décembre 2007) Dans cette version, le Volet Windows est supprimé (toutefois les gadgets sont toujours présents). C'est également la première build à être identifiée en tant que "Windows 7". Le logo de démarrage a également été modifié.

## Milestone 2
Build 6608 (construit le 12 mai 2008) a subi quelques modifications dans la panneau de configuration. Cependant un patch est requis pour pouvoir utiliser la Superbar. Cette build inclut également Aero Peek, un patch est nécessaire pour l'activer.

## Milestone 3
Build 6730 (construit le 13 juin 2008) a été fuité uniquement au format WIM. Le thème Aero a été mis à jour, et cette build inclus pour la 1re fois Internet Explorer 8
Build 6780 (construit le 30 août 2008). Dans cette build, le logo de démarrage et de connexion ont été mis à jour, commençant déjà à ressembler à la bêta 1.
Build 6801 (construit le 30 août 2008). Cette build n'est pas très différente de la build 6780 à part des corrections de bugs. Windows Mail ne fonctionne pas sur cette build, cependant le fichier .exe de Windows Mail est toujours présent.

## Bêta
Windows 7 Bêta (construit le 13 décembre 2008 avec comme numéro de Build 7000) La superbar été mis à jour, ressemblant désormais à la version finale. Toutefois, le bouton Démarrer n'est pas encore identique à la version finale. Le papier peint par défaut a également été mis à jour, représentant un poisson nageant dans de l'eau. Les boutons d'arrêt du Menu Démarrer ont également été modifiés, ressemblant désormais à la version finale.

## Release Candidiate
Windows 7 Relese Candidate (construit le 22 avril 2009 avec comme numéro de Build 7100). À part quelque correction de bugs, cette build n'a pas vraiment de différence entre la Bêta et la version RTM. C'est également la 1re version de développement de Windows 7 à avoir été traduit en quelque langue ,

## RTM
Windows 7 RTM (construit le 14 juillet 2009 avec comme numéro de Build 7600) fut déclarée RTM. Par rapport à la Release Candidate, cette version a eu comme changement le papier peint par défaut, ainsi que la finalisation des thèmes Aero.

## Sortie
Windows 7 sort finalement le 22 octobre 2009 chez les revendeurs et partout dans le monde entier.

## Service Pack 1
Windows 7 Service Pack 1 (construit le 20 novembre 2010 avec comme numéro de Build 7601) Ce Service Pack inclut une amélioration de la gestion de l'HDMI, une impression virtuelle via la visionneuse XPS et le maintien des configurations des répertoires dans l'Explorateur Windows.

## Dates de fin du support
Windows 7 sans Service Pack a vu son support se terminer le 9 avril 2013 
Pour le service Pack 1, le support standard s'est terminé le 13 janvier 2015, tandis que le support étendu s’est terminé le 14 janvier 2020 ,